# Boom Beach
Boom Beach é um jogo eletrônico online de estratégia e MMORTS para iOS e Android, desenvolvido pela Supercell. Foi lançado no Canadá em 11 de novembro de 2013 e lançado mundialmente em 26 de março de 2014.

## Jogabilidade
Inicialmente o jogador é ensinado por um dos habitantes da base sobre as estruturas, sobre as defesas da base e recursos. Depois ele explica sobre a Guarda Sombria, uma organização maligna que quer comandar todas as ilhas do arquipélago, sendo a missão do jogador libertar a maior quantidade de ilhas possíveis da Guarda Sombria. Ele também ensina como atacar as bases da Guarda Sombria no arquipélago. Após salvar a primeira ilha, um aldeão agradece por libertar os nativos da ilha e enviam barcos de recursos como forma de gratidão.
Diferente de Clash of Clans, também da Supercell, Boom Beach usa lanchas de desembarque que podem ter apenas um(a) grupo/tropa por lancha.
Para atacar, você só poderá lançar uma lancha de desembarque na praia, e ela liberará as tropas que possui. Heróis tem uma lancha especial.
A canhoneira é um grande navio especial, que pode ser usada mesmo quando melhorada, após melhorá-la, ela terá habilidades diferentes, inicialmente tendo lançadores de foguetes/torpedos, mas depois pode desbloquear sinalizadores, kits médicos, lançadores de robôs, bombas de fumaça, entre outros.
A medida que o jogador aumenta o nível do Quartel General, o jogo ficará mais desafiador, com bases, desafios e inimigos mais fortes, incluindo eventos especiais e brigas contra chefes.
Em Boom Beach é impossível escolher seus oponentes, mas existem as bases da Guarda Sombria, as Bases Ocultas da Guarda Sombria, as Bases de Chefes e as Bases de Mercenários da Guarda Sombria. Também existem outras bases. Elas estão aqui no artigo abaixo.

## Bases
As Bases estão localizadas nas ilhas do arquipélago. Para desbloquear mais, necessita aprimorar o radar. Elas são bases diferentes, citadas aqui abaixo:
- Base do Jogador: É a bases onde o jogador começa. Nela, o jogador evolui, melhorando seu Quartel General. Nela existem defesas, armadilhas e estátuas da preferência do jogador. Não é necessário ter todas. O jogador se torna alvo da Guarda Sombria e de Mercenários da Guarda Sombria.
- Bases da Tribo: São bases desbloqueadas mais futuramente e necessitam que uma determinada área seja desbloqueada. O jogador pode mandar os nativos dessas bases atacarem alguma base da Guarda Sombria.
- Bases de Recursos: São bases encontradas no arquipélago que após o jogador dominá-las, vão fornecer recursos ao jogador. Elas são disputadas por Mercenários da Guarda Sombria. Infelizmente não é possível melhorar as defesas dela por si só, as defesas só são melhoradas se alguém atacar a base e talvez adicionadas algumas. Existem bases de madeira, ferro e pedra.
- Bases da Guarda Sombria: São maioria das bases do arquipélago, cujo Tenente Hammerman dominou é obrigou os habitantes a trabalharem. Elas têm defesas razoáveis e forneceram recursos por hora após serem libertadas através do navio. Apesar disso, a Guarda Sombria e os Mercenários da Guarda Sombria sempre tentaram reobtê-las.
- Bases ocultas da Guarda Sombria: São bases especiais criadas pelos jogadores e foram escolhidas para estarem no jogo. O jogador pode entrar no site oficial do jogo e criar uma base que irá para uma eleição e as melhores bases serão selecionadas para estarem no jogo.
- Bases de Mercenários da Guarda Sombria: São as bases de outros jogadores. No jogo, são considerados bases de pessoas traidoras que se uniram a Guarda Sombria. Os jogadores podem atacá-las porém tem os mesmos recursos dos jogadores, por serem jogadores tornando mais difícil ganhar. Eles podem atacar a base do jogador, mas vingança não é permitida.
- Bases de Chefes: São bases mais difíceis, sendo bases de comando do Tenente Hammerman, bases de experimentos do Doutor T. ou uma base especial da Coronel Gearhead. Também pode ser das invenções especiais do Doutor T. como o Megacaranguejo.

## Força Tarefa
Ao evoluir o seu Quartel General para o nível 6, o jogador pode entrar para uma força tarefa. Uma força tarefa é um grupo de jogadores que se uniram para enfrentar a Guarda Sombria. O jogador que criar é o líder e pode promover os membros para oficiais e colíderes, além de rebaixar.
Os jogadores precisam reunir informações, que são obtidas ao destruir bases. O jogador entra no mapa e escolhe um lugar para iniciar uma operação, mas para isso precisa de informações o suficiente. Após isso, pode atacar uma base, mas apenas uma vez. Com um certo número de informações, pode sabotar uma base, destruindo uma defesa aleatória.
Os jogadores atacam indústrias da Coronel Gearhead para tentar impedir a criação de mais bases, destruindo o Núcleo de Força. É notável pelo símbolo "G" da Coronel, semelhante ao "G" no cinto da comerciante misteriosa.

## Estruturas
As bases são compostas por estruturas. As estruturas variam de defensivas, ofensivas, decorativas e outras.
Estruturas Defensivas
As estruturas defensivas defendem a sua vila. Existem atualmente as defesas: Torre de Fuzileiros que contém um fuzileiro atirando em intrusos sendo bom contra maioria das tropas, Metralhadoras que atiram diversos tiros, mas erram frequentemente sendo bom para deter tropas fracas, Morteiros que lançam bolas de metal para deter inimigos fracos como fuzileiros e zucas, Canhões que lançam projéteis fortes que detém muitas tropas com vida média mas tem uma taxa de tiro razoável, Lançadores de Foguetes que lançam foguetes na ilha toda, Canhões Boom que lança projéteis devastadores e Lança choques que lançam projéteis que paralisam as tropas inimigas.
Estruturas Ofensivas
Existem poucas estruturas ofensivas. A canhoneira é um grande navio que lança diversos projéteis como foguetes, sinalizadores, kits médicos, bombas de fumaça, bombas de choque e lançadores de robôs. Lanchas de desembarque podem portar tropas dependendo do tamanho, mas somente um grupo por lancha. A cabana de heróis possuem heróis, desbloqueados conforme o nível do Quartel General e do alcance do radar.
Armadilhas
As armadilhas são instaladas no chão, porém são visíveis. A mina é uma pequena mina que explode quando encostam nela, pode ser destruída por projéteis e danificar construções amigas. As minas mais potentes dão mais dano e as minas de choque congelam estruturas amigas e tropas ofensivas.
Estruturas comuns
Elas são estruturas simples. As residências fornecem ouro para o jogador. As serrarias cortam e oferecem madeiras. As pedreiras fornecem pedra. As minas de ferro encontram e fundem o ferro. Depósitos de ouro, madeira, pedra e ferro guardam recursos. O arsenal melhora as tropas é armadilhas. O radar detecta ilhas. O escultor cria esculturas e o depósito de esculturas armazena esculturas.
Protótipos de armas
Protótipos de armas são defesas aprimoradas que causam mais dano ou são mais resistentes que as defesas normais. A Rajada De Choque dá um dano mais elevado que o Canhão Boom, o Raio Lazor lança um lazer quer atravessa as tropas, dando dano maior em grupo de unidades, o nome é realmente Lazor. O Canhão Da Perdição lança um enorme projétil que derrota maioria das tropas. O Amplificador De Dano aumenta o dano das defesas, o Gerador De Escudo gera um escudo para proteger o Quartel General. O Agarrador agarra as tropas é puxa até ela, sendo bom ou ruim. O Aquecedor possui um alcance longo e fica no subsolo até avistar algum atacante. O Escudo Aéreo protege a vila contra a canhoneira. O S.I.M.O. é uma torre com um peso-pesado que é mais forte e é a única defesa capaz de ver através da bomba de fumaça. O Magnétron lança ondas radioativas mas possui um alcance curto. O Canhão Naval causa um grande dano e explode ao ser destruído. O Canhão Surpresa possui dois canos e fica escondido no subsolo.
Armas do Tenente Hammerman
O Tenente Hammerman tem defesas especiais. O MMG9000 é uma versão aprimorada da metralhadora comum, ela é encontrada em níveis elevados e causa mais dano do que uma metralhadora comum. SUPERMORTEIRO3000 é um morteiro que causa mais dano.

## Estátuas
As estátuas são estruturas que o jogador cria e não podem ser danificadas. Ocupa 2x2 de espaço. Pode-se fabricar estátuas com pedras do poder, elas são obtidas destruindo bases inimigas, e são encontradas em formas diferentes como fragmentos. Existem estáticas diferentes: ídolos, guardiões e obra-prima.

## Tropas
As tropas atacam as bases. O jogador pode treiná-las na lancha de desembarque:
- Fuzileiros: São tropas desbloqueadas automaticamente ao iniciar o jogo. Eles tem uma velocidade razoável e ficam em grupos. Eles tem um dano razoável.
- Pesos-Pesado: São tropas que tem uma vida alta, e segura uma metralhadora, que atira, mas não causa muitos danos. Ele protege as tropas de sofrerem danos.
- Zucas: São tropas frágeis, porém com um alto poder de dano, seu alcance é longo.
- Guerreiros: São os habitantes nativos da ilha, eles tem uma velocidade alta e usam ataque corpo a corpo, sempre que atacam recuperam parte da vida.
- Tanques: São os famigerados tanques usados em guerras. Tem o alcance médio e causa um alto dano em construções inimigas.
- Médicos: Eles entram em batalha apenas para recuperar a vida de suas tropas e não possuem armas; quando algum médico e atingido eles passam a curar a si próprios.
- Incendiários: São tanques com a condição de vida mais alta do que todas as tropas, eles podem incendiar várias armas ao mesmo tempo e ocupam um grande espaço na lancha. Por ser uma grande estrutura é a tropa que mais gasta energia no desembarque.
- Crioneira: É uma tropa que sua principal armas é o crionizador, que congela as armas inimigas diluindo o dano causado nas tropas.
- Granadeiros: Esta tropa é composta por lançadores de granadas que o alcance muito longo, porém não tão preciso, sua vida é relativamente baixa.
- Bombardeiros: São mais experientes devido a idade, lançam pequenas bombas que atingem o alvo precisamente, diferente dos granadeiros e é a tropa que tem o alcance mais longo de todos, porém por sua idade é necessária o uso de energia da canhoneira para desembarca-los.